# James Harden
James Edward Harden Jr. (Los Angeles, Kalifornia, 1989. augusztus 26. –) amerikai kosárlabdázó, jelenleg a Los Angeles Clippers játékosa a National Basketball Associationben (NBA). Az NBA egyik legjobb pontdobója és a liga egyik legjobb dobóhátvédjének tartják.
Az Arizona State Sun Devils csapatában játszott egyetemen, ahol All-American csapatba választották és megkapta a Pac-10 Az év játékosa díjat. A 2009-es NBA-draftban 3. helyen választotta az Oklahoma City Thunder. 2012-ben megválasztották az Év hatodik emberének az NBA-ben és a döntőbe segítette csapatát, ahol kikaptak a Miami Heattől.
Miután nem tetszett neki, hogy Kevin Durant és Russell Westbrook mögött játszik, nem fogadta el a szerződéshosszabbítási ajánlatot a Thundertől, akik a Houston Rocketsbe küldték a játékost a 2012–13-as szezon előtt. Első szezonjában a csapattal több csapatrekordot is megdöntött és beválasztották az All-NBA Harmadik csapatba és az All Star-gálán is szerepelt. A következő hét és fél évben három szezonban vezette az NBA-t dobott pontok tekintetében és egyszer gólpasszokban. 2018-ban megkapta az NBA Most Valuable Player díjat. Houstonban töltött szezonjaiban sorozatban nyolcszor volt All Star és hét All-NBA csapatba választották be (hatszor az elsőbe). A 2020–2021-es szezon kezdetén Hardent a Brooklyn Netsbe küldték egy négycsapatos trade részeként. Itt sorozatban kilencedik, majd tizedik All Star-gáláján szerepelt. Hardent a 2021–2022-es szezon közepén a Nets a Philadelphia 76ers csapatába küldte, Ben Simmonsért cserébe.
Kétszer volt a nemzeti válogatott tagja, aranyérmes volt a 2012-es olimpián és a 2014-es FIBA Világbajnokságon is.

## Életpályája

### NBA-karrierje

#### Oklahoma City Thunder (2009–2012)
Hardent az Oklahoma City Thunder választotta ki a harmadik helyen a 2009-es NBA-drafton. A 2009–2010-es szezonban 37,5%-os hatékonysággal értékesítette hárompontosait, mielőtt betöltötte volna 21. életévét. Ennél hatékonyabban csak hárman dobtak nála az NBA történelmében ilyen fiatalon. Hardent újonc évében beválasztották az NBA második újonc csapatába.
Második NBA-szezonjában 54 alkalommal dobott 10 pont fölött, a legtöbb pontot a Phoenix Suns elleni találkozón szerezte, 26-ot dobott. A szezon során 16,8 pontot átlagot 4,1 lepattanó és 3,7 gólpassz társaságában 62 meccs során, mellyel kiérdemelte az Év hatodik embere díjat.
Harmadik – egyben utolsó – szezonjában a Thunderrel a döntőbe segítette csapatát, amelyet elvesztettek a LeBron Jamesszel, Dwyane Wade-del és Chris Bosh-sal felálló Miami Heat ellen öt mérkőzésen.
A 2012-es szabadügynök piac ideje alatt a Thunder egy 4 éves (körülbelül 52 millió dollár értékű) szerződéshosszabbítást ajánlott Hardennek, amelyet nem fogadott el. 2012. október 27-én a Houston Rockets csapatába küldték, ezzel felbomlott a Thunder ígéretes fiatal magja.

#### Houston Rockets (2012–2021)
Harden egy 5 éves, 80 millió dollár értékű hosszabbítást írt alá új csapatánál. Első szezonja a Rockets-cel kiemelkedőre sikeredett: először választották be All Star-csapatba; a Rockets történelmében ő lett az ötödik játékos, aki elérte a 2000 dobott pontot egy szezonon belül, háromszor nyerte el A hét játékosa díjat; valamint bekerült az All-NBA harmadik csapatba.
Harden a 2013–2014-es szezonban tovább emelte játékának szintjét: mindössze a harmadik Rockets játékos lett, aki elérte a 3000 dobott pontot 120 mérkőzésen; újra beválasztották az nyugati All Star-csapatba; szezon végén pedig bekerült az All-NBA első csapatba.
A 2014–2015-ös szezonban második helyen végzett Stephen Curry mögött az MVP szavazáson, csapatával nyugaton a második helyet szerezték meg az alapszakaszban.

## Statisztikák
A Basketball Reference adatai alapján.

### Egyetem
| Év      | Csapat        | JM | KM | JP/M | MG%  | 3P%  | BD%  | LP/M | GP/M | L/M | B/M | P/M  |
| ------- | ------------- | -- | -- | ---- | ---- | ---- | ---- | ---- | ---- | --- | --- | ---- |
| 2007–08 | Arizona State | 34 | 33 | 34,1 | .527 | .407 | .754 | 5,3  | 3,2  | 2,1 | 0,6 | 17,8 |
| 2008–09 | Arizona State | 35 | 35 | 35,8 | .489 | .356 | .756 | 5,6  | 4,2  | 1,7 | 0,3 | 20,1 |
| Karrier | Karrier       | 69 | 68 | 35,0 | .506 | .376 | .755 | 5,4  | 3,7  | 1,9 | 0,4 | 19,0 |

### NBA

#### Alapszakasz
| Év        | Csapat                | JM   | KM  | JP/M  | MG%  | 3P%  | BD%  | LP/M | GP/M  | L/M | B/M | P/M   |
| --------- | --------------------- | ---- | --- | ----- | ---- | ---- | ---- | ---- | ----- | --- | --- | ----- |
| 2009–2010 | Oklahoma City Thunder | 76   | 0   | 22,9  | .403 | .375 | .808 | 3,2  | 1,8   | 1,1 | 0,3 | 9,9   |
| 2010–2011 | Oklahoma City Thunder | 82   | 5   | 26,7  | .436 | .349 | .843 | 3,1  | 2,1   | 1,1 | 0,3 | 12,2  |
| 2011–2012 | Oklahoma City Thunder | 62   | 2   | 31,4  | .491 | .390 | .846 | 4,1  | 3,7   | 1,0 | 0,2 | 16,8  |
| 2012–2013 | Houston Rockets       | 78   | 78  | 38,3  | .438 | .368 | .851 | 4,9  | 5,8   | 1,8 | 0,5 | 25,9  |
| 2013–2014 | Houston Rockets       | 73   | 73  | 38,0  | .456 | .366 | .866 | 4,7  | 6,1   | 1,6 | 0,4 | 25,4  |
| 2014–2015 | Houston Rockets       | 81   | 81  | 36,8  | .440 | .375 | .868 | 5,7  | 7,0   | 1,9 | 0,7 | 27,4  |
| 2015–2016 | Houston Rockets       | 82*  | 82* | 38,1* | .439 | .359 | .860 | 6,1  | 7,5   | 1,7 | 0,6 | 29,0  |
| 2016–2017 | Houston Rockets       | 81   | 81  | 36,4  | .440 | .347 | .847 | 8,1  | 11,2* | 1,5 | 0,5 | 29,1  |
| 2017–2018 | Houston Rockets       | 72   | 72  | 35,4  | .449 | .367 | .858 | 5,4  | 8,8   | 1,8 | 0,7 | 30,4* |
| 2018–2019 | Houston Rockets       | 78   | 78  | 36,8  | .442 | .368 | .879 | 6,6  | 7,5   | 2,0 | 0,7 | 36,1* |
| 2019–2020 | Houston Rockets       | 68   | 68  | 36,5  | .444 | .355 | .865 | 6,6  | 7,5   | 1,8 | 0,9 | 34,3* |
| 2020–2021 | Houston Rockets       | 8    | 8   | 36,3  | .444 | .347 | .883 | 5,1  | 10,4  | 0,9 | 0,8 | 24,8  |
| 2020–2021 | Brooklyn Nets         | 36   | 35  | 36,6  | .471 | .366 | .856 | 8,5  | 10,9  | 1,3 | 0,8 | 24,6  |
| 2021–2022 | Brooklyn Nets         | 44   | 44  | 37,0  | .414 | .332 | .869 | 8.,0 | 10,2  | 1,3 | 0,7 | 22,5  |
| 2021–2022 | Philadelphia 76ers    | 21   | 21  | 37,7  | .402 | .326 | .892 | 7,1  | 10,5  | 1,2 | 0,2 | 21,0  |
| 2022–2023 | Philadelphia 76ers    | 58   | 58  | 36,8  | .441 | .385 | .867 | 6,1  | 10,7* | 1,2 | 0,5 | 21,0  |
| 2023–2024 | Los Angeles Clippers  | 72   | 72  | 34,3  | .428 | .381 | .878 | 5,1  | 8,5   | 1,1 | 0,8 | 16,6  |
| 2024–2025 | Los Angeles Clippers  | 79   | 79  | 35,3  | .410 | .352 | .874 | 5,8  | 8,7   | 1,5 | 0,7 | 22,8  |
| Karrier   | Karrier               | 1151 | 937 | 34,8  | .439 | .363 | .861 | 5,6  | 7,2   | 1,5 | 0,6 | 24,1  |
| All Star  | All Star              | 10   | 6   | 24,7  | .453 | .418 | .500 | 4,5  | 5,8   | 0,7 | 0,3 | 14,9  |

#### Rájátszás
| Év      | Csapat                | JM  | KM  | JP/M | MG%  | 3P%  | BD%  | LP/M | GP/M | L/M | B/M | P/M  |
| ------- | --------------------- | --- | --- | ---- | ---- | ---- | ---- | ---- | ---- | --- | --- | ---- |
| 2010    | Oklahoma City Thunder | 6   | 0   | 20,0 | .387 | .375 | .842 | 2,5  | 1,8  | 1,0 | 0,2 | 7,7  |
| 2011    | Oklahoma City Thunder | 17  | 0   | 31,6 | .475 | .303 | .825 | 5,4  | 3,6  | 1,2 | 0,8 | 13,0 |
| 2012    | Oklahoma City Thunder | 20  | 0   | 31,5 | .435 | .410 | .857 | 5,1  | 3,4  | 1,6 | 0,1 | 16,3 |
| 2013    | Houston Rockets       | 6   | 6   | 40,5 | .391 | .341 | .803 | 6,7  | 4,5  | 2,0 | 1,0 | 26,3 |
| 2014    | Houston Rockets       | 6   | 6   | 43,8 | .376 | .296 | .900 | 4,7  | 5,8  | 2,0 | 0,2 | 26,8 |
| 2015    | Houston Rockets       | 17  | 17  | 37,4 | .439 | .383 | .916 | 5,7  | 7,5  | 1,6 | 0,4 | 27,2 |
| 2016    | Houston Rockets       | 5   | 5   | 38,6 | .410 | .310 | .844 | 5,2  | 7,6  | 2,4 | 0,2 | 26,6 |
| 2017    | Houston Rockets       | 11  | 11  | 37,0 | .413 | .278 | .878 | 5,5  | 8,5  | 1,9 | 0,5 | 28,5 |
| 2018    | Houston Rockets       | 17  | 17  | 36,5 | .410 | .299 | .887 | 5,2  | 6,8  | 2,2 | 0,6 | 28,6 |
| 2019    | Houston Rockets       | 11  | 11  | 38,5 | .413 | .350 | .837 | 6,9  | 6,6  | 2,2 | 0,9 | 31,6 |
| 2020    | Houston Rockets       | 12  | 12  | 37,3 | .478 | .333 | .845 | 5,6  | 7,7  | 1,5 | 0,8 | 29,6 |
| 2021    | Brooklyn Nets         | 9   | 9   | 35,8 | .472 | .364 | .903 | 6,3  | 8,6  | 1,7 | 0,7 | 20,2 |
| 2022    | Philadelphia 76ers    | 12  | 12  | 39,9 | .405 | .368 | .893 | 5,7  | 8,6  | 0,8 | 0,7 | 18,6 |
| 2023    | Philadelphia 76ers    | 11  | 11  | 38,8 | .393 | .378 | .873 | 6,2  | 8,3  | 1,8 | 0,4 | 20,3 |
| 2024    | Los Angeles Clippers  | 6   | 6   | 40,3 | .449 | .383 | .906 | 4,5  | 8,0  | 1,0 | 1,0 | 21,2 |
| 2025    | Los Angeles Clippers  | 7   | 7   | 39,4 | .436 | .364 | .818 | 5,4  | 9,1  | 1,3 | 1,0 | 18,7 |
| Karrier | Karrier               | 166 | 123 | 36,1 | .425 | .340 | .870 | 5,5  | 6,4  | 1,6 | 0,5 | 22,7 |

## Díjak
- NBA Most Valuable Player (2018)
- 10× NBA All Star (2013–2022)
- 6× All-NBA Első csapat (2014, 2015, 2017–2020)
- 2× All-NBA Harmadik csapat (2013, 2025)
- NBA Az év hatodik embere (2012)
- 3× Legtöbb pont az NBA szezonban (2018–2020)
- NBA legtöbb gólpassz a szezonban (2017)
- NBA Második újonc csapat (2010)
- All-American Első csapat (2009)
- Pac-10 Az év játékosa (2009)
- 2× All-Pac-10 Első csapat(2008, 2009)
- Parade All-American Második csapat (2007)
- McDonald's All-American (2007)
- Olimpiai aranyérmes (2012)
- FIBA Világbajnok (2014)

Visszavonultatott mezszámok:
- Arizona State Sun Devils (13)

## NBA-rekordok
James Harden által beállított NBA-rekordok:
- NBA-rekord a legtöbb eladott labdáért egy rájátszás mérkőzésen (13 vs. Golden State Warriors, 2015)
- Legtöbb eladott labda egy szezonban, ezen a listán Harden második és negyedik is.
- Legfiatalabb játékos, aki elérte az 1000 dobott hárompontost.
- Egyetlen játékos az NBA történetében, aki dobott egy 60 pontos tripladuplát (60 pont, 11 gólpassz, 10 lepattanó).
- Egyetlen játékos az NBA történetében, aki dobott egy 40 pontos tripladuplát, kevesebb, mint 30 perc játékidő alatt (43 pont, 12 gólpassz, 10 lepattanó, 29 perc és 34 másodperc alatt a Cleveland Cavaliers ellen).
- Egyetlen játékos az NBA történetében, aki saját csapata kivételével dobott 30 pontot minden csapat ellen a ligában egy szezonban.
- Egyetlen játékos a 2017-2018-as szezonban, aki több, mint tizenötször dobott legalább 35 pontot.
- Egyetlen játékos az NBA történetében, aki legalább 200 hárompontost és 700 büntetőt bedobott egy szezonban (ezt kétszer is elérte).
- Egyetlen játékos az NBA történetében, aki legalább 34 pontot dobott és 17 gólpasszt adott egy szezonnyitó mérkőzésen.
- Egyetlen játékos az NBA történetében, aki a szezon első két meccsén 60 pontot, 25 gólpasszt és 15 lepattanót szerzett.
- Egyetlen játékos az NBA történetében, aki 50 pontot, 15 lepattanót és 15 gólpasszt szerzett egy mérkőzésen.
- Egyetlen játékos az NBA történetében, aki 51 pontot, 12 lepattanót és 5 stealt szerzett egy mérkőzésen.
- Egyetlen játékos az NBA történetében, aki 10 hárompontost szerzett és 9 gólpasszt adott egy mérkőzésen.
- Egyetlen játékos az NBA történetében, aki 5 hárompontost, 8 kétpontost és 22 büntetőt dobott egy mérkőzésen.
- Egyetlen játékos az NBA történetében, aki első mérkőzésén egy csapatban 30 pontos tripladuplát szerzett.
- Egyike annak a két játékosnak az NBA történetében, aki egy mérkőzésen 90 vagy annál több pontért volt felelős (pont, gólpassz) egy mérkőzésen és az egyetlen, akinek ez többször is sikerült.
  - A másik Wilt Chamberlain, aki 100 pontos mérkőzésén érte ezt el.
- Egyike annak a két játékosnak az NBA történetében, aki dobott legalább 50 pontot, szerzett 10 lepattanót és 10 gólpasszt kétszer egy szezonban.
  - A másik Russell Westbrook.
- Egyetlen játékos az NBA történetében, aki szerzett 2000 pontot, 900 gólpasszt és 600 lepattanót egy szezonban.
- Egyike annak a három játékosnak az NBA történetében, aki legalább 25 pontot és 5 gólpasszt átlagolt első négy szezonjában egy csapattal.
  - A másik kettő LeBron James és Oscar Robertson.
- Egyike annak az öt játékosnak az NBA történetében, aki legalább 29 pontot, 7 gólpasszt és 6 lepattanót átlagolt egy szezonban.
  - A másik négy Oscar Robertson (hétszer érte el), LeBron James (kétszer érte el), Michael Jordan és Russell Westbrook.
- Egyike annak a négy játékosnak az NBA történetében, aki legalább 30 pontot dobott első két idegenbeli meccsén egy csapatban.
  - A másik három Wilt Chamberlain, Terry Dischinger és Kevin Durant.
- Egyike annak a négy játékosnak az NBA történetében, aki kétszer is elért legalább 2000 pontot és 600 gólpasszt egy szezonban.
  - A másik három Oscar Robertson (hétszer érte el), John Havlicek és Tiny Archibald.